# Herbert Schober
Herbert Schober (* 14. März 1905 in Innsbruck; † 15. Juni 1975) war ein österreichisch-deutscher Physiker und Augenarzt. Er befasste sich mit der physikalischen Optik.

## Leben
Herbert Schober besuchte Gymnasien in Bruneck, Meran und Innsbruck. Bereits in dieser Zeit hatte er großes Interesse an Experimentalphysik und Medizin. Im Haus seiner Eltern führte er Experimente durch, oftmals nicht zu deren Freude. Der Großvater mütterlicherseits war der Historiker Arnold Busson, ein weiterer Verwandter der Schriftsteller Paul Busson.
1923 begann er das Studium der Physik und Medizin in Innsbruck und setzte es in Prag und Wien fort. Bei Eduard Haschek wurde er 1928 als 23-Jähriger zum Dr. phil. in Physik mit der Arbeit  Die Spektren des Wehneltunterbrechers promoviert.

### Wien und Berlin
Während seiner Assistentenzeit am Institut für angewandte Physik an der Technischen Hochschule in Wien von 1928 bis 1934 habilitierte er sich 1933 mit dem Thema Die Spektren des Rheniums, nebenbei beschäftigte er sich schon damals mit physikalisch-optischen Untersuchungen. Am 22. März 1933 trat er der NSDAP bei (Mitgliedsnummer 1.533.246). Nach einer einjährigen Tätigkeit als Privatdozent kam er für zwei Jahre bis 1937 als wissenschaftlicher Gastdozent ans ozeanografische Institut in Göteborg in Schweden und war auch im spektroskopischen Labor der Physikalisch-technischen Reichsanstalt in Berlin tätig. Während seiner Berliner Zeit entstanden Untersuchungen über das Sehvermögen des menschlichen Auges bei künstlicher Beleuchtung, die auch heute noch Gültigkeit besitzen. Im Jahr 1937 kam Schober wieder nach Wien zurück und war bis 1938 außerordentlicher Professor für Beleuchtungstechnik an der Technischen Universität Wien. 1938 wurde er zum Direktor des Instituts für medizinische Physik an der Veterinärmedizinischen Universität Wien ernannt. 1940 wurde er als ordentlicher Professor an das Institut für angewandte Physik der Technischen Universität Wien berufen.

### Hamburg und Borstel
Im Juli 1940 wurde er dem technischen Stab der deutschen Seewarte in Hamburg (Deutsches Hydrographisches Institut) zugeteilt. Er diente als Marineoffizier bis zum Ende des Krieges in der deutschen Wehrmacht. Während dieser Zeit machte er Untersuchungen über die Sichtbarkeit von Sehzeichen, Beobachtungen zur Nachtmyopie und Blendungsuntersuchungen. Aus seiner Hamburger Zeit resultierte der enge Kontakt mit Manfred Monjé, der ihn veranlasste, seinen weiteren Lebensweg der physikalischen Medizin und der physiologischen Optik zu widmen. Nach einem Jahr Kriegsgefangenschaft in England kam er für einige Wochen als Hospitant an die Augenklinik der Universität Innsbruck.
Schober studierte dann an der Universität Hamburg Medizin. An der Hamburger Augenklinik absolvierte er bei Oswald Marchesani die Ausbildung zum Facharzt für Augenheilkunde. Seine medizinische Dissertation hatte den Titel  Physiologisch-optische Betrachtungen über die Möglichkeit einer stereoskopischen Röntgendurchleuchtung. Im Jahr 1950 wurde er promoviert. 1949 erfolgte die Berufung zum Direktor der physikalischen Abteilung im Tuberkulose-Forschungsinstitut Borstel in Holstein (bis 1954). Von 1955 bis 1956 war er Professor für Medizinische Physik an der Universität Hamburg. In seiner Zeit in Borstel und Hamburg verfasste er das zweibändige Werk Das Sehen. 1950 erschien der erste Band und 1954 der zweite Band. In diesen Bänden behandelt er alle physiologisch optischen Gesichtspunkte des Sehens. Die Bände erlebten mehrere Auflagen.

### München
1957 wurde auf Anregung und mit Unterstützung der optischen Industrie ein Lehrstuhl für Medizinische Optik in München geschaffen, die Ludwig-Maximilians-Universität München berief Schober zu dessen Vorstand. Schober vermochte in relativ kurzer Zeit das Institut zu nationalem und internationalem Ansehen zu bringen. Aus dem Institut gingen zahlreiche Arbeiten zur Augenoptik, zur Ophthalmologie und zur Röntgenphysik hervor. Der Schober-Kurs ist heute noch ein beliebter Kurs in der Ausbildung junger Augenärzte zum Erlernen der Brillenbestimmung.
Herbert Schober verstarb am 15. Juni 1975 unerwartet an Sekundenherztod. Sein Grab befindet sich auf dem Friedhof der Heilig-Kreuz-Kirche in der Nähe von Hall in Tirol.

## Auszeichnungen
Schober erhielt zahlreiche Ehrungen und Ehrenmitgliedschaften von Fachgesellschaften.  Im Jahr 1971 verlieh ihm die Technische Universität München das Ehrendoktorat für Medizin. In den letzten Jahren hielt Schober zum Teil über längere Zeit Gastvorlesungen in den Vereinigten Staaten, in Australien, Indien, Malaysia und Japan.

## Tätigkeits- und Forschungsschwerpunkte
Schober verfasste ca. 330 wissenschaftliche Arbeiten, zum Beispiel Untersuchungen über die Sehschärfe und das Auflösungsvermögen optischer Instrumente, über Reflexions- und Polarisationseigenschaften von Straßenbelägen, über Blendschutzbrillen, über die Sichtbarkeit von Sehzeichen, über die Nachtmyopie und ihre Ursachen. Er erfand ein neues Dunkeladaptometer (zur Untersuchung des Dämmerungssehens), befasste sich mit Problemen der Röntgenstereoskopie, untersuchte den Landoltring als Normzeichen bei der Sehschärfenbestimmung, beschäftigte sich wissenschaftlich mit Sonnenschutzglas und führte neue Methoden zur Bestimmung der Refraktion (Brillenbestimmung) ein. Schober befasste sich mit der Beleuchtung in Büro- und Betriebsräumen, mit Sehbeschwerden bei der Arbeitsbeleuchtung und beim Kraftfahren und mit dem Sehen am Bildschirm. Darüber hinaus schrieb er über die Bedeutung des Auges für die Verkehrssicherheit, publizierte über Bildschärfe und Bildkontrast, untersuchte das Binokularsehen und die chromatische Aberration des menschlichen Auges und beschäftigte sich mit bruchsicheren Brillengläsern. Zudem entwickelte er ein Untersuchungsverfahren, das in der Schielheilkunde (Strabologie) zur qualitativen Prüfung des Simultansehens und der Fusion verwendet wird und als Schober-Test bekannt wurde.